# دیوید گارسیا (بازیکن فوتبال زاده ۱۹۸۱)
دیوید گارسیا (انگلیسی: David García؛ زادهٔ ۱۶ ژانویهٔ ۱۹۸۱) بازیکن فوتبال اهل اسپانیا است.
از باشگاه‌هایی که در آن بازی کرده‌است می‌توان به باشگاه فوتبال اسپانیول و باشگاه فوتبال ژیرونا اشاره کرد.
وی همچنین در تیم‌های ملی فوتبال زیر ۲۰ سال اسپانیا، زیر ۲۱ سال اسپانیا، و کاتالونیا بازی کرده‌است.